# Acacia balfourii
Acacia balfourii är en ärtväxtart som beskrevs av Woodrow. Acacia balfourii ingår i släktet akacior, och familjen ärtväxter. Inga underarter finns listade i Catalogue of Life.